# هارولد إتش كارستنز
هارولد إتش كارستنز (بالإنجليزية: Harold H. Carstens)‏ هو صحفي أمريكي، ولد في 20 يونيو 1925 في فورت لي في الولايات المتحدة، وتوفي في 23 يونيو 2009.